# Stilobezzia manaosensis
Stilobezzia manaosensis är en tvåvingeart som beskrevs av Lane och Oswaldo Paulo Forattini 1958. Stilobezzia manaosensis ingår i släktet Stilobezzia och familjen svidknott. Inga underarter finns listade i Catalogue of Life.